# Ліліуокалані
Ліліуокалані (гавайськ. Lili'uokalani, 2 вересня 1838—11 листопада 1917) — остання королева Гаваїв з 20 січня 1891 по 17 січня 1893. Сестра короля Калакауа, дружина Джона Оуена Домініса, американського губернатора Оаху і Мауї; дітей в неї не було.

## Біографія
Вступила на престол після смерті брата і одним з перших кроків була спроба відновити реальну владу гавайського монарха, практично зведену конституцією до нуля. Під приводом захисту американської власності представники США організували державний переворот — і змістили королеву. Уряд Гровера Клівленда в листопаді 1893 пропонував повернути Ліліуокалані корону за деяких умов (амністія політичних противників), які вона відхилила, — і навіть наполягала на страті агентів США.
4 липня 1894 була проголошена Республіка Гаваї, в 1898 анексована США (вже за президента Вільяма Мак-Кінлі). 16 січня 1895 колишню королеву взято під варту після того, як в садах палацу було знайдено зброю. Через рік її звільнили. Лідія Домініс — таким тепер було її офіційне ім'я — почала судову справу проти федерального уряду через коронні землі; урешті-решт законодавча влада Гаваїв виписала їй пенсію в 4 тисячі доларів на рік і залишила за нею прибуток із цукрової плантації площею 24 км².
Померла в 1917 від інсульту.
Ліліуокалані також відома як письменниця і авторка пісень; у в'язниці вона написала гавайський гімн Алоха Ое, а також книгу про історію країни.